# Frans Ben Callado
Frans Ben Callado, nacido en Montreal en 1978, es un compositor, escritor y artista visual colombo-quebequés de origen español. 

## Biografía
Creció en Madrid y cerca de Londres. Ha estudiado con los compositores John Woolrich, Michel Gonneville y Michel Longtin. Pianista e improvisador, es autor de numerosas composiciones escritas para diversos solistas y conjuntos, tales como el Ensemble Allogène, el Ensemble Chorum y New Music Concerts. Miembro fundador del colectivo de rock experimental Concorde Crash (2001-06), ha organizado varios cabarets pluridisciplinarios en Montreal. Igualmente traductor y bloguero, su producción literaria se conjuga en tres idiomas: castellano, francés e inglés. En 2010, participó en el Festival Internacional de Poesía del Estado de Colima, en México, traduciendo sus propios poemas. Tomó parte en el cuadragésimo aniversario de la Nuit de la Poésie.

## Publicaciones principales
- Visages après l'averse, Poètes de brousse, 2007[9]·[10]
- Faire Confiance à un animal, Poètes de brousse, 2010[11]
- Musique de création et spiritualité : forum à sept voix, coordinado por Maxime McKinley (Revue Circuit, vol. 21, no. 1, pp. 61-74), 2011[12]

## Composiciones principales
- L'Ange Gauche (1997-99)
- Neuf Orbites autour de la lune (2000)
- Sinfonía no.1 « Résistance » (2001-2002)
- Échantillons d'un Bestiaire (lieder) (2002-2003)
- Cantiques d'Hypnos (lieder) (2003)
- Les Américains Brefs (ópera) (2003)
- Ungesetzliche-lieder (2004)
- Musique pour une grève étudiante (2005)
- Le Parcours de Naunet (2005)
- Circulation des noms, des âmes, des dons et des esprits (2005)
- Naos (2006)
- Le Livre Caché (2006)
- Sanatorium (2007)
- Black Boxes (2008)[13]
- Tientos del Guadarrama (2008-09)
- Sinfonía no.2 « De Profundis » (2008-09)[14]
- Concertino para fagot y cuerdas (2009)
- Officium pro Defunctis (2010)
- Punctum Remotum (2010)
- Lamentatio Cartaginensis (2013)